# District de Matsumae

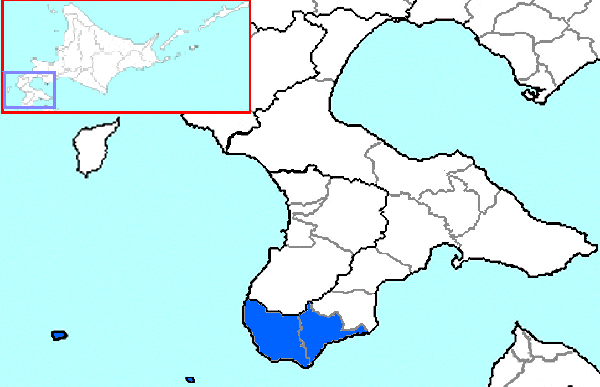
Le district de Matsumae dans la sous-préfecture d'Oshima.

Le district de Matsumae (松前郡, Matsumae-gun) est un district de la sous-préfecture d'Oshima au Japon.
Au 1er mars 2015, sa population était estimée à 12 784 habitants pour une superficie de 480,53 km2.
Oshima Ō-shima et Oshima Ko-jima, deux îles, dépendent du district.

## Communes du district
- Fukushima
- Matsumae